# Кауфман, Йонас
Йонас Ка́уфман (нем. Jonas Kaufmann; род. 10 июля 1969, Мюнхен, Бавария, ФРГ) — немецкий оперный певец (драматический тенор). Каммерзенгер Баварской государственной оперы (2013) и Венской государственной оперы (2022). Самый разносторонний и востребованный оперный тенор своего поколения. 
По характеристике С. Ходнева, тембр его голоса «густой, металлический, массивный и ударный, словно пушечное ядро».  Его успеху у публики способствует также выигрышная внешность.

## Биография
Родился в городе Мюнхене в семье страхового агента и воспитательницы детского сада. В возрасте восьми лет начал учиться игре на фортепиано и петь в школьном хоре. В 1989 году поступил по классу сольного пения в Мюнхенскую консерваторию, где из него пытались сделать лёгкого лирического тенора в итальянской традиции; сам Кауфман шутливо сравнивает свой вокал того времени с голосом Микки-Мауса. 
Параллельно с учёбой начал исполнять в Баварской государственной опере такие роли, как Тамино в «Волшебной флейте». Окончив обучение в 1994 году, в последующие два года выступал в государственном театре Саарбрюккена и одновременно брал уроки у американского баритона Майкла Родеса, который после первых неудач убедил его не оставлять сцену и развивать карьеру в качестве драматического тенора. 
С начала 2000-х годов Кауфман гастролировал во многих странах мира (в том числе неоднократно в России, первый раз в 2008 году). Принимал участие во многих крупных оперных фестивалях. В 2008 году Кауфман дебютировал в театре «Ковент-Гарден» в особенно значимой для себя партии Каварадосси («Тоска»); высокие оценки получило исполнение им этой партии на сцене Венской оперы год спустя.
Кауфман известен универсальностью своего репертуара. Наряду с итальянской и французской оперной классикой, с успехом исполняет также теноровые партии в музыкальных драмах Вагнера. В обширной дискографии Кауфмана — хиты из австрийских и немецких оперетт  (2014), опер Верди («Верди-альбом», 2014) и Пуччини («Пуччини-альбом», 2015). С 2017 года исполняет самую драматичную роль классического тенорового репертуара — Отелло в опере Верди.
В 2011 году Кауфман собрал полный зал на 4000 мест в Метрополитен-опере на камерном вечере — событие, не происходившее со времён сольного концерта Лучано Паваротти 17 лет назад. Его исполнение камерных произведений, особенно Густава Малера, с которым он ощущает особое родство, получило восторженные отзывы. Этот концерт закрепил его репутацию не только оперного, но и выдающегося камерного исполнителя.
Кауфман — неоднократный лауреат немецкой премии ECHO Klassik и Международной оперной премии, а также премии британского журнала Gramophone (2007). В 2009 году удостоился премии Франко Аббьяти, в 2024 году — ордена Почётного легиона. 
В 2010-е и 2020-е годы Кауфман неоднократно отменял запланированные выступления, в том числе из-за проблем с голосом.
От двух браков имеет четырёх детей. Живёт главным образом в Зальцбурге, имеет австрийское гражданство.